# Net5
NET5 is een Nederlandse commerciële televisiezender die onderdeel is van Talpa TV, een bedrijfsonderdeel van Talpa Network. Naast NET5 maken ook de zenders SBS6, Veronica en SBS9 onderdeel uit van dat bedrijf. Bastiaan van Dalen is de zendermanager van NET5.

## Geschiedenis
De zender is op 1 maart 1999 begonnen met uitzenden en richtte zich voornamelijk op de jongere, vrouwelijke kijker. In de beginjaren werd dagelijks het nieuwsprogramma Morgen gebeurt het uitgezonden. Daarnaast waren er vele, vooral buitenlandse, series te zien. In 2000 ging Kindernet samenwerken met Net5 en deelden ze samen een kanaal. Hierdoor werd Kindernet omgedoopt tot KinderNet5. Deze samenwerking werd later weer beëindigd. Bekende programma's uit de beginjaren van de zender zijn onder andere Expeditie Robinson, Grenzeloos Verliefd en Het Blok. Door de jaren heen waren onder anderen Erik van der Hoff, Rik van de Westelaken, Bridget Maasland, Art Rooijakkers en Katja Schuurman te zien op de zender.

### Talpa Network

#### Powered by LINDA.
Na de overname door Talpa Network in 2017 werd er onder leiding van Linda de Mol en Jildou van der Bijl een nieuwe strategie en programmering voor de zender bedacht. Zo wilde Net5 zich nog sterker gaan profileren als zender voor de jonge, hoger opgeleide vrouw, iets wat men al eerder had getracht te bewerkstelligen. Onder andere Merel Westrik en Olcay Gulsen werden aangetrokken en waren op de zender te zien met programma's als Ladies Night en Olcay & Huiselijk Geweld. Mede door de coronapandemie en de gevolgen daarvan op de advertentie-inkomsten kwam het project NET5 Powered by LINDA. nooit echt van de grond.
In het voorjaar van 2021 werd dan ook bekendgemaakt dat De Mol en Van der Bijl hun werkzaamheden als creatief directeur niet voor zouden zetten. Sindsdien worden de eerder aangebrachte verwijzingen naar het merk LINDA. teruggedraaid, zoals die in het beeldmerk tot medio 2023.

#### Focus op Nederlandse content
Sinds 2022 zendt de Net5 weer voornamelijk aangekochte, buitenlandse series uit, zoals Grey's Anatomy, Magnum P.I., NCIS en MasterChef Australië. Ook werden SBS6-programma's Lingo en 50/50 enige tijd uitgezonden op zusterzender NET5. Ondanks het teruggeschroefde budget werden er ook nieuwe, specifiek voor Net5 ontwikkelde, programma's gelanceerd, zoals De Grote Muziekquiz met de teruggekeerde Erik van der Hoff als presentator.
Door de toegenomen kosten voor buitenlandse content besloot Talpa Network weer meer te gaan investeren in originele eigen programma's voor NET5 met een focus op Nederlandse reality. De terugkeer van Het Blok met Dennis van der Geest als presentator was daar op 22 april 2024 het startsein van. Later dat jaar zullen Million Dollar Desert, Road of Seduction, Muscles & Brains met Jan Versteegh en Een Eigen Huis met René en Natasja Froger volgen.

## Doelgroep
NET5 zendt voornamelijk lifestyle-, reality- en reisprogramma's, films en series uit.

## Beeldmerk

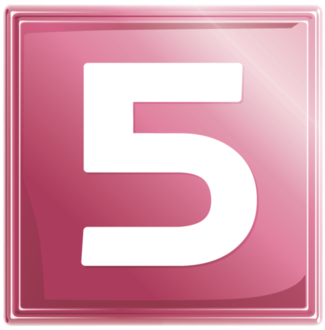
2007–2014
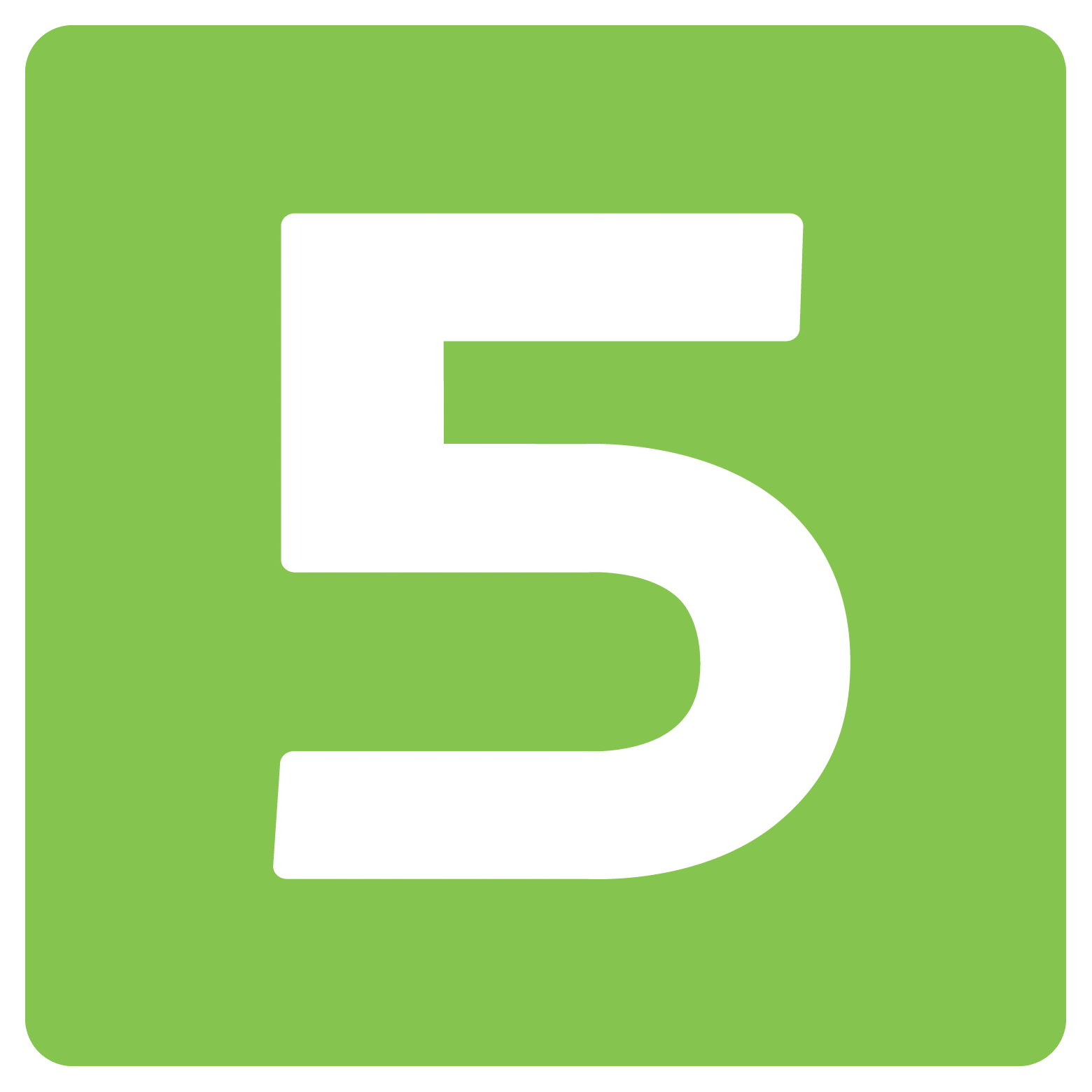
2014–2016
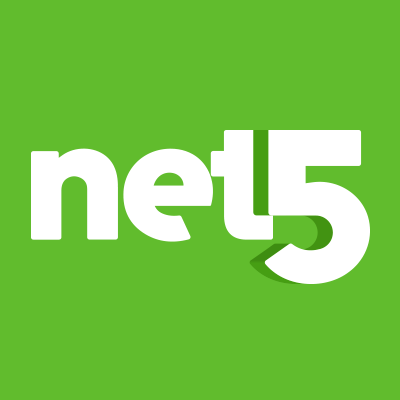
2016–2019
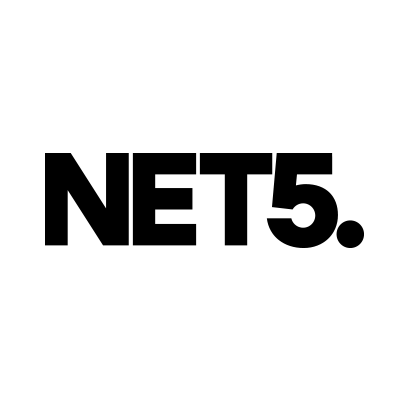
2019–2023
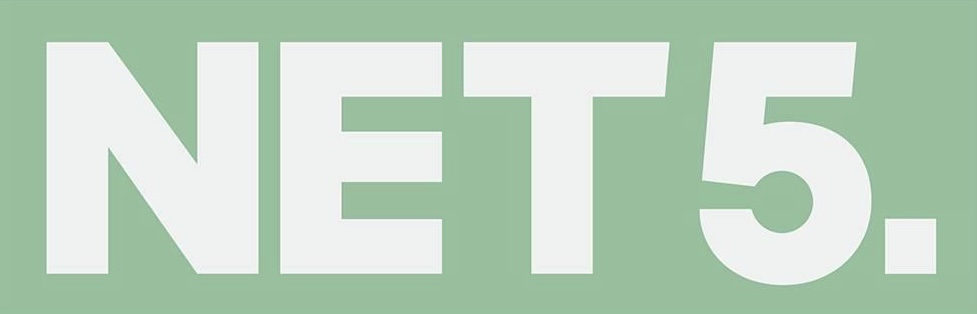
2023–heden